# Loger
Loger je najveći brod u klasi manjih teretno-trgovačkih jedrenjaka  – brod obalne, pa čak i prekooceanske plovidbe. 
Loger je prosječno dug 16-24 metra, a nosivost mu je 80-220 tona. Posadu čini 8-18 osoba. Snast se sastoji od dva jarbola s nastavcima (šošnjače i gornjače), a na pramcu je duži kosnik pa se između njega i pramčanog jarbola razapinju tri prečke i jedna poletnjača. Trup je oblih bokova i dna s jakom kobilicom. Pokriven je u cjelini palubom. Hrvatski loger se od drugih sredozemnih logera razlikuje veličinom i rješenjem snasti.

## Vanjske poveznice
- Loger Hrvatska tehnička enciklopedija, portal hrvatske tehničke baštine. LZMK